# سرطان (فیلم)
سرطان فیلمی سینمایی به نویسندگی، تهیه‌کنندگی و کارگردانی حسین شهابی محصول سال ۱۳۹۵ است.

## خلاصه فیلم
نویسنده مشهور ادبی دچار بیماری سرطان شده و همسر او با کار مداوم هزینه‌های درمان شوهرش را تأمین می‌کند.

## بازیگران
- پیام دهکردی
- مرضیه وفامهر
- فرشین طهماسب
- محمد اکبری
- محمد کارهمت
- ندا مقصودی
- دریا مقبلی
- بهدخت ولیان
- پیمان مفذمی
- مریم سرمدی
- گیتی قاسمی
- مریم الهامیان
- احمد شهابی
- طوفان مهردادیان
- کرامت رودساز
- آیدین پدری
- ساغر شکوری
- یوحنا حکیمی